# Kibireotska tema
Kibireotska tema, točneje Tema Kibireotov (grško θέμα Κιβυρραιωτῶν, latinizirano: thema Kibyrrhaiōtōn),  je bila bizantinska tema, ki je od zgodnjega 8. do poznega 12. stoletja obsegala južno obalo Anatolije. Bila je prva in najpomembnejša pomorska tema (grško θέμα ναυτικόν, thema nautikon) in služila predvsem kot oporišče ladij in vojske bizantinskega vojnega ladjevja. 

## Zgodovina
Kibireoti  (grško Κιβυρραιῶται, latinizirano: Kibyrrhaiōtai, poslovenjeno možje iz Kibire) so dobili ime po mestu Kibira, za katero ni jasno, ali je bila to Velika Kibira v Kariji ali Mala Kibira v Pamfiliji. Njeno ime se prvič pojavi v bizantinski ekspediciji proti Kartagini leta 698, ko je "drungarij  Kibireotov" Apsimar potrjeno poveljeval možem iz Korikosa. Apsimar se je kasneje uprl  cesarju  Leonciju in sam zavladal kot Tiberij III. (vladal 698–705). Takrat so bili Kibireoti podrejeni velikemu mornariškemu korpusu Karabisijanov.
Ko so bili Karabisijani nekje med letoma 719 in 727 razpuščeni, so Kibireoti dobili status teme. Njihovi vladajoči strategi so bili prvič potrjeni leta 731/732. Do 9. stoletja, ko sta bili poveljstvi Egejsko morje in Samos na ravni drungarijev povišani v temi, je bila Kibireotska tema edina pomorska tema Bizantinskega cesarstva.
Tema je zajemala južno obalo Anatolije  od južno od Mileta, ki je spadal v Trakezijsko temo, do meje z Arabci v Kilikiji, vključno s starimi rimskimi provincami Karijo, Likijo, Pamfilijo in deli Izavrije in sedanjim Dodekanezom. Tema je zaradi svoje lege tvorila prvo obrambno črto proti muslimanskim ladjevjem iz Levanta in Egipta. Kot taka je igrala pomembno vlogo v bizantinsko-arabskih vojnah. Dežela, znana po svoji rodovitni zemlji, je trpela zaradi pogostih in uničujočih arabskih napadov, v katerih so večinoma izropali podeželje, velika mesta in pomorske baze pa so obšli.
Sedež stratega je bila najverjetneje Ataleja. Njegova letna plača je znašala deset funtov zlata. Njegov položaj  v cesarski hierarhiji je bil razmeroma nizek, a še vedno višji od katerega koli drugega mornariškega poveljnika. V Taktikonu Uspenskega iz leta 842/843 je uvrščen na petindvajseto mesto, v Ikonomidisovem Taktikonu iz leta 971–975 pa je padel na petinpetdeseto mesto.
Kibireotska tema je bila, tako kot druge, razdeljena na drunge in turme in imela celotno paleto tipično tematskih upravnih položajev. Med najpomembnejšimi strategovimi podrejenimi so bili cesarski ek prosopou v trdnjavi Silion, drungarija Ataleje in Kosa ter katepan, ki je poveljeval Mardaitom. Mardaiti so bili potomci več tisoč ljudi, ki jih je v 680. letih z območja Libanona v Anatolijo preselil cesar Justinijan II. V zgodnjem 9. stoletju je tematska flota Kibireotov obsegala 70 ladij. V kretski ekspediciji leta 911 je tja poslala 31 vojnih ladij, 15 velikih dromonov in 16 srednje velikih pamfilojev, s 6000 veslači in 760 marinci.
Približno sredi 11. stoletja, ko se je muslimanska pomorska grožnja zmanjšala, je bizantinska provincialna flota začela strmo propadati. Flota Kibireotov je zadnjič omenjena leta 1043, ko je v rusko-bizantinski vojni odbila napad Rusov. Tema je zatem postala civilna provinca, ki jo je vodil krites in kasneje dux. Večino njenega ozemlja so po bitki pri Manzikertu leta 1071 zasedli Turki Seldžuki. Pod Aleksejem I. Komnenom (vladal 1081–1118) si je nekoliko opomogla. Temo je dokončno ukinil Manuel I. Komnen (vladal 1143–1180) in njeno ozemlje v Kariji podredil temi Milasa in Melanudion.